# Alojzy Orszulik

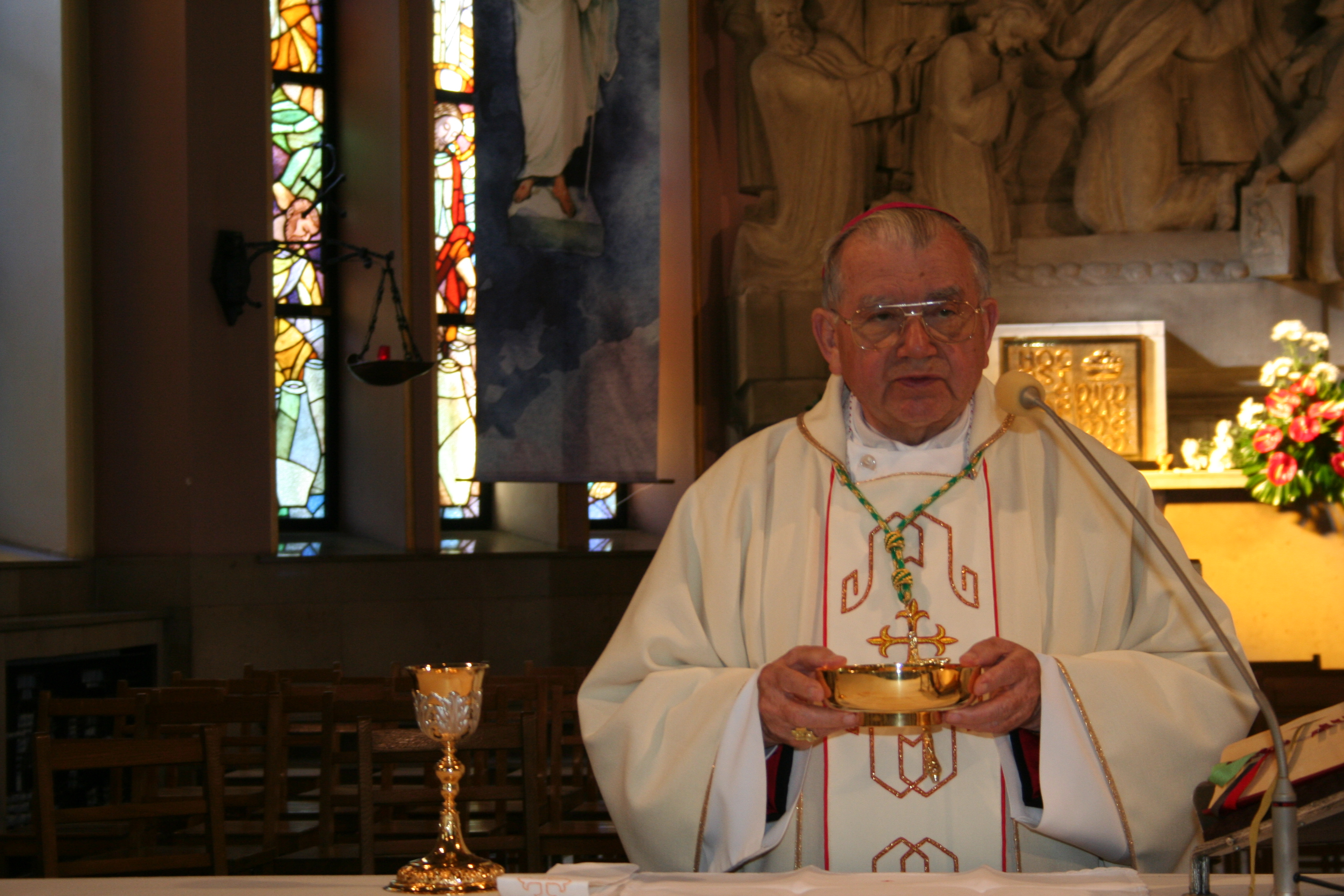
Alojzy Orszulik

Alojzy Orszulik SAC (* 21. Juni 1928 in Baranowice; † 21. Februar 2019) war ein polnischer Ordensgeistlicher und römisch-katholischer Bischof von Łowicz.

## Leben
Alojzy Orszulik trat 1948 der Ordensgemeinschaft der Pallottiner in Chełmno bei. Die Ewige Profess legte er am 8. September 1956 ab. Nach seiner theologischen Ausbildung von 1952 bis 1957 empfing er am 22. Juni 1957 durch den Erzbischof von Gnesen und Warschau, Stefan Kardinal Wyszyński, die Priesterweihe. Weitere Studien führten ihn an die Universität Lublin, wo er auch von 1961 bis 1989 als Professor für Kirchenrecht tätig war. Von 1968 bis 1993 leitete er das Pressebüro der Polnischen Bischofskonferenz und war wesentlich an der Einrichtung des Runden Tischs beteiligt, der Gespräche, die in der Übergangsphase vom kommunistischen Regime zur demokratischen Republik zwischen dem 6. Februar und dem 5. April 1989 in Warschau stattfanden. Von 1974 bis 1994 war er Berater des Päpstlichen Rates für soziale Kommunikation.
Papst Johannes Paul II. ernannte ihn am 8. September 1989 zum Weihbischof in Siedlce und Titularbischof von Vissalsa. Der Erzbischof von Warschau und Gnesen, Józef Kardinal Glemp, spendete ihm am 8. Dezember desselben Jahres die Bischofsweihe; Mitkonsekratoren waren Bronisław Dąbrowski FDP, Weihbischof in Warschau, und Jan Mazur, Bischof von Siedlce.
Am 25. März 1992 wurde er zum ersten Bischof des mit gleichem Datum errichteten Bistums Łowicz ernannt. Am 27. März 2004 nahm Papst Johannes Paul II. seinen altersbedingten Rücktritt an.

## Ehrungen und Auszeichnungen
- Ritterkreuz des Ordens des Weißen Adlers (2010)
- Ehrenbürgerwürde von Wiskitki (1996), Łęczyca (2002), Łowicz (2003) und Głowno (2011)
- Komandoria Missio Reconciliationis